# دايريس بيرتانس
دايريس بيرتانس (باللاتفية: Dairis Bertāns)‏ مواليد 9 سبتمبر 1989 في فالميرا، الجمهورية اللاتفية السوفيتية الاشتراكية، هو لاعب كرة سلة لاتفي. بدأ مسيرته الاحترافية في سنة 2004. يحمل الرقم 45. يبلغ طوله 6 قدم 4 بوصة (1.9 م).

## المسيرة الاحترافية
لعب مع نادي فالميرا لكرة السلة من سنة 2004 إلى 2006، ثم لعب مع إيه إس كي ريغا من سنة 2006 إلى 2009، ثم لعب مع نادي فينتسبيلس لكرة السلة في موسم 2009–2010، ثم لعب مع في إي إف ريغا من سنة 2010 إلى 2013، ثم لعب مع بلباو باسكت في الدوري الإسباني من سنة 2013 إلى 2016، ثم لعب مع نادي داروشافاكا لكرة السلة في سنة 2016.

## روابط خارجية
- دايريس بيرتانس على موقع الاتحاد الدولي لكرة السلة (الإنجليزية)
- دايريس بيرتانس على موقع الدوري الأوروبي لكرة السلة (الإنجليزية)
- دايريس بيرتانس على موقع إن بي أي (الإنجليزية)
- دايريس بيرتانس على موقع سبورتس رفرنس (الإنجليزية)
- دايريس بيرتانس على موقع الدوري الإسباني لكرة السلة (الإسبانية)
- دايريس بيرتانس على موقع كرة السلة الأوروبية.كوم (الإنجليزية)
- دايريس بيرتانس على موقع ريلجم (الإنجليزية)
- دايريس بيرتانس على موقع بروبوليرز (الإنجليزية)
- دايريس بيرتانس على موقع سبورتس رفرنس (الإنجليزية)